# Gernyeszeg község
Gernyeszeg község (románul: Comuna Gornești) község Maros megyében, Romániában. Központja Gernyeszeg, beosztott falvai Erdőcsinád, Kisillye, Kisszederjes, Körtvélyfája, Magyarpéterlaka, Marosjára, Marostelek, Nagyszederjes.

## Népessége
A 2011-es népszámlálás adatai alapján a község népessége 5577 fő volt.